# Maziar Kouhyar
Maziar Kouhyar (* 30. September 1997) ist ein afghanischer Fußballspieler, der momentan vereinslos ist.

## Karriere

### Vereinskarriere
Kouhyar begann seine Karriere in der Jugend von Coventry City, nachdem er aus deren Jugendabteilung entlassen worden war, schloss er sich 2013 dem FC Walsall an. Dort unterschrieb er im Februar 2016 seinen ersten Profivertrag. Er debütierte im August 2016 bei der 0:2-Niederlage gegen den FC Chesterfield. Im Dezember desselben Jahres verlängerte er seinen Vertrag bis zum Ende der Saison 2018/19. Seit Ablauf dessen ist Kouhyar ohne neuen Verein.

### Nationalmannschaft
Im Oktober 2016 wurde Kouhyar erstmals für die afghanische Nationalmannschaft für das Spiel gegen Malaysia nominiert, konnte aber aufgrund einer Knieverletzung, die er sich während der Länderspielreise zuzog, nicht mitwirken. Fast ein Jahr später, am 30. August 2017, debütierte er schließlich bei der 0:2-Niederlage gegen den Oman.